# Rhypopteryx
Rhypopteryx är ett släkte av fjärilar. Rhypopteryx ingår i familjen tofsspinnare.

## Dottertaxa tillRhypopteryx, i alfabetisk ordning[1]
- Rhypopteryx atectonipha
- Rhypopteryx baliocosma
- Rhypopteryx bowdeni
- Rhypopteryx capnitis
- Rhypopteryx carriala
- Rhypopteryx celetica
- Rhypopteryx civilis
- Rhypopteryx diffusa
- Rhypopteryx dracontea
- Rhypopteryx dysbata
- Rhypopteryx flaveola
- Rhypopteryx flavinotata
- Rhypopteryx fontainei
- Rhypopteryx ganymedes
- Rhypopteryx hemichrysa
- Rhypopteryx hemiphanta
- Rhypopteryx inconspicua
- Rhypopteryx kamengo
- Rhypopteryx lugardi
- Rhypopteryx lymantrioides
- Rhypopteryx macarthuri
- Rhypopteryx minor
- Rhypopteryx pachytaenia
- Rhypopteryx perfragilis
- Rhypopteryx perspicua
- Rhypopteryx phoenicopoda
- Rhypopteryx pinheyi
- Rhypopteryx poecilanthes
- Rhypopteryx polyploca
- Rhypopteryx preissi
- Rhypopteryx psoloconiama
- Rhypopteryx psolozona
- Rhypopteryx rhodalipha
- Rhypopteryx rhodea
- Rhypopteryx rhodocloea
- Rhypopteryx rhodocraspeda
- Rhypopteryx rhodosticta
- Rhypopteryx romieuxi
- Rhypopteryx rubripunctata
- Rhypopteryx rufotincta
- Rhypopteryx sordida
- Rhypopteryx syntomoides
- Rhypopteryx tessellata
- Rhypopteryx triangulifera
- Rhypopteryx tylota
- Rhypopteryx uele
- Rhypopteryx xuthomene
- Rhypopteryx xuthosticta